# Ludy ugrofińskie

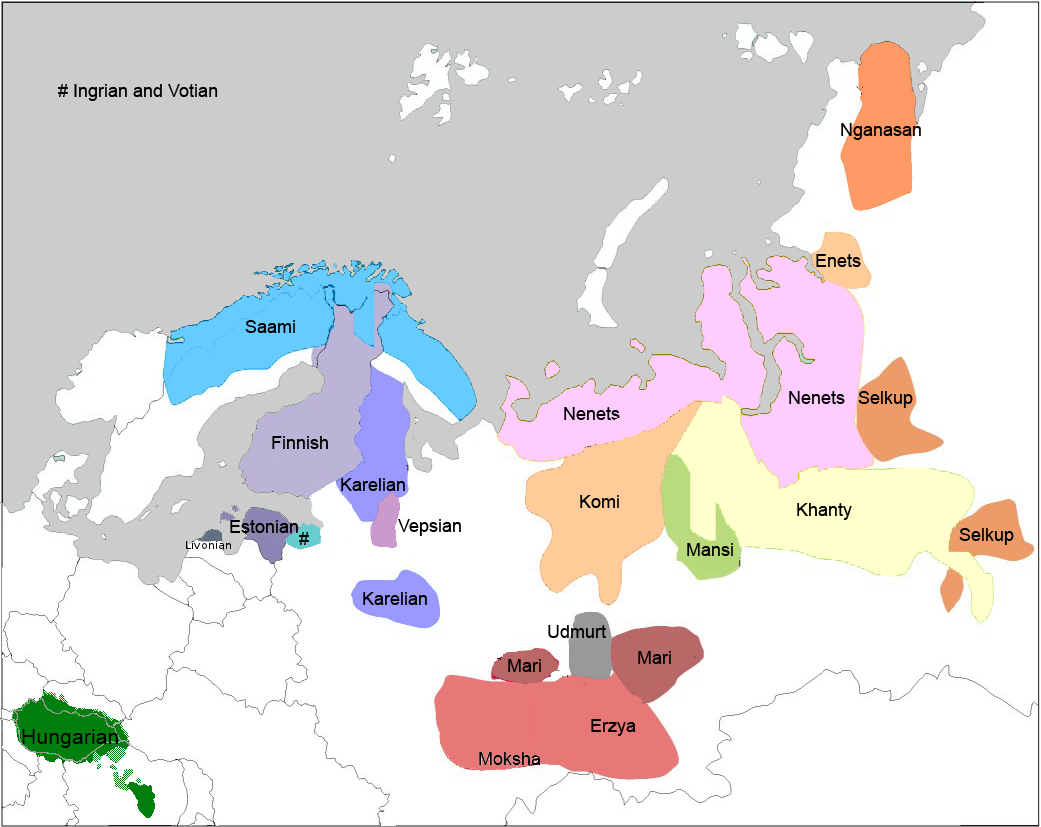
Rozmieszczenie ludów ugrofińskich w Eurazji

Ludy ugrofińskie (t. Ugrofinowie) – grupa ludów posługujących się językami ugrofińskiej grupy uralskiej rodziny językowej, zamieszkujących kilka izolowanych obszarów północno-wschodniej Europy i zachodniej Syberii. W toku dziejów ludy te utraciły wspólne cechy kulturowe i antropologiczne – obecnie podstawą wyróżnienia ludów ugrofińskich jest wspólna przeszłość historyczna i pokrewieństwo językowe.
Ludy posługujące się językami ugrofińskimi liczą obecnie: 
- Węgrzy – 14,5 mln,
- Finowie – 7,0 mln,
- Estończycy – 1,1 mln,
- Mordwini – 1,05 mln,
- Udmurci – 637 tys.,
- Maryjczycy – 604 tys.,
- Komiacy – 418 tys.,
- Karelowie – 96 tys.,
- Lapończycy – 60 tys.,
- Chantowie – 28 tys.,
- Mansowie – 11 tys.,
- Wepsowie – 12 tys.,
- Liwowie – 2 tys.,
- Iżorowie – 0,3 tys.,
- Wotowie – poniżej 0,1 tys.

Ogólna liczba przedstawicieli ludów ugrofińskich szacowana jest na 22–27 mln. Narodowe państwa ugrofińskie to Węgry, Finlandia i Estonia. Ugrofiński charakter narodowy – formalnie – ma pięć republik-podmiotów Federacji Rosyjskiej: 
- Republika Karelii – Karelowie stanowią 9,2% ludności,
- Republika Komi – Komiacy stanowią 25,2% ludności,
- Republika Maryjska – Maryjczycy stanowią 42,3% ludności,
- Republika Mordwy – Mordwini stanowią 40,0% ludności,
- Republika Udmurcji – Udmurci stanowią 29,5% ludności,

oraz jeden okręg autonomiczny – Chanty-Mansyjski Okręg Autonomiczny - Jugra, w którym Chantowie stanowią 1,2% ludności, a Mansowie – 0,69%. 
Ugrofinowie wyodrębnili się w wyniku rozpadu wspólnoty uralskiej – oddzieleniu gałęzi samojedzkiej – w IV tysiącleciu p.n.e. Brak źródeł pisanych i niejednoznaczność danych archeologicznych nie pozwalają na dokładne usytuowanie kolebki ludów ugrofińskich. Dane językowe pozwalają na ustalenie, że leżała ona w strefie tajgi, albo tuż na wschód od środkowego Uralu, na zachodnich rubieżach Niziny Zachodniosyberyjskiej (gdzie znaleziono wykopaliska ugrofińskie i samojedzkie z IV tysiąclecia p.n.e.), albo na zachód od środkowego Uralu, na wschodnich krańcach Niżu Wschodnioeuropejskiego, między Uralem a Kamą (gdzie identyfikuje się z nimi kulturę ceramiki grzebykowej). Mimo stosunkowo niewielkiej liczebności (20–100 tysięcy) ludy ugrofińskie zamieszkiwały wtedy rozległe tereny. Dokonywały również ekspansji, głównie na zachód. Jej śladami są dziś zabytki kultury Sperringsa nad Morzem Białym i wschodnim Bałtykiem (początek III tysiąclecia p.n.e.) i kultury wołosowskiej nad Oką, Wołgą i Dźwiną (przełom III i II tysiąclecia p.n.e.). W II tysiącleciu doszło do eksplozji demograficznej ludów ugrofińskich, które rozpoczęły parcie na zachód, przez Nizinę Środkoworosyjską nad Bałtyk. 
Z ludami praugrofińskimi utożsamiano czasami zespół kultury ceramiki dołkowo-grzebykowej. Dalsze migracje w rozbieżnych kierunkach doprowadziły do tego, że odległość między plemionami ugrofińskimi sięgnęła tysięcy kilometrów rzadko zaludnionej tajgi. Brak kontaktów doprowadził około 1500 roku p.n.e. do rozpadu ugrofińskiej wspólnoty językowej. Powstały początkowo dwie, a następnie trzy grupy ludów ugrofińskich: wschodnia, zauralska – ugryjska oraz zachodnia, wołżańsko-kamska, która szybko rozpadła się na fińską (nad Bałtykiem) i permską (nad Wołgą i Kamą). Przyuralskie siedziby Ugrofinów stały się terenami osadnictwa, wpływów i podbojów innych ludów – mongolskich, tureckich, irańskich, słowiańskich, dominujących liczebnie i kulturowo. Intensywne obce wpływy doprowadziły do utraty przez ludy ugrofińskie wspólnoty kulturowej i językowej. Samodzielny byt zachowały właściwie tylko ludy, które weszły w krąg kultury zachodniej, czyli Węgrzy, Finowie i Estończycy. Pozostałe ludy ugrofińskie tracą na liczebności wskutek zarówno wymierania, jak i wynarodowienia, przede wszystkim rusyfikacji.